# خوارتیکونی
خوارتیکونی (به لاتین: Khvartikuni) یک منطقهٔ مسکونی در روسیه است که در داغستان واقع شده‌است.